# Лунино (Нижегородская область)
Лу́нино — деревня в городском округе Бор Нижегородской области России. Входит в состав Линдовского сельсовета.

## География
Расположена на севере городского округа, примерно в 34 км от города Бор, на правом берегу реки Кезы, в 2 км южнее автодороги Нижний Новгород — Киров, от которой есть поворот на деревню с указателем.
По южной окраине деревни проходит линия Горьковской железной дороги, ближайшая станция — Кеза Горьковского отделения Горьковской железной дороги в 1 км.
Высота над уровнем моря 85 м.